# Brazii
Brazii là một xã thuộc hạt Arad, România. Dân số thời điểm năm 2002 là 1421 người.